# Teatro romano de Sabratha
El teatro de Sabratha es un teatro romano de arenisca de fines del siglo II d. C.

## Historia

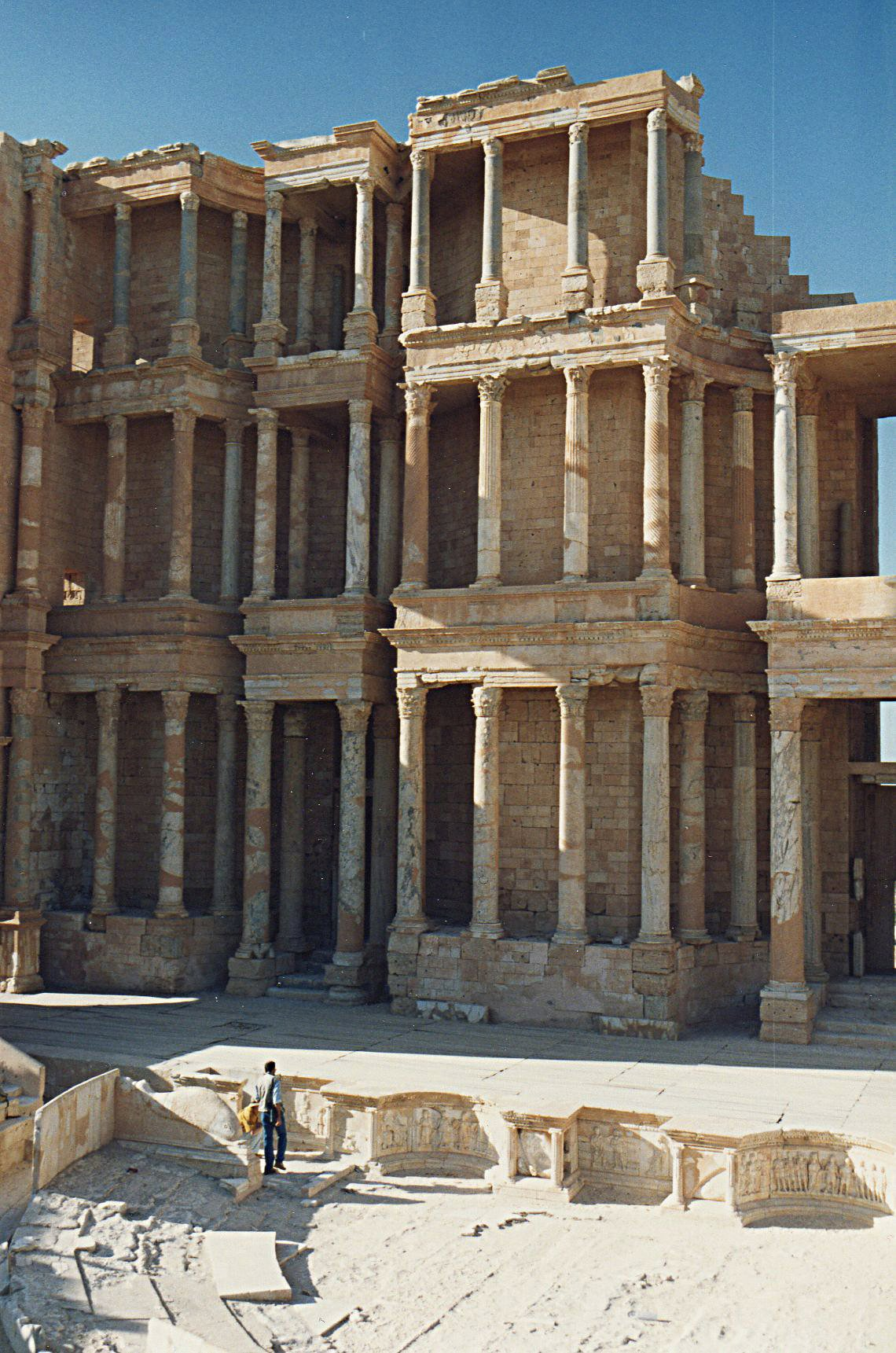
Escena

Sabratha, fundada por los fenicios hace unos 2500 años, y controlada por los romanos siglos después, fue uno de los más importantes puntos comerciales del Imperio Romano.
En la actualidad Sabratha, pese a su poca demografía, cuenta con unos de los restos arqueológicos más importantes de la historia, lo que ha hecho que esté considerada Patrimonio de la Humanidad. De todo el conjunto el monumento más conocido y valorado es el anfiteatro, debido a su buen estado de conservación.
El teatro romano de Sabratha fue construido en el 190 d. C. En el año 365 d. C. quedó prácticamente destruido por un devastador terremoto.
En los años veinte del siglo XX fue reconstruido por arqueólogos alemanes. Mussolini mandó restaurar el teatro, que llevaba en ruinas desde el terremoto del año 365 d. C. y asistió en 1937 a su reapertura, representándose una función de Edipo rey.
En el año 2015 ISIS estableció en la ciudad de Sabratha sus tropas, lo cual hizo temer por su futuro, ya que el grupo armado ya había destrozado otras obras de valor histórico-artístico incalculable en diferentes puntos históricos de Siria, como Palmira  donde destruyó con explosivos: templos, anfiteatros, columnas y esculturas por considerarlos “falsos ídolos”.

## Descripción

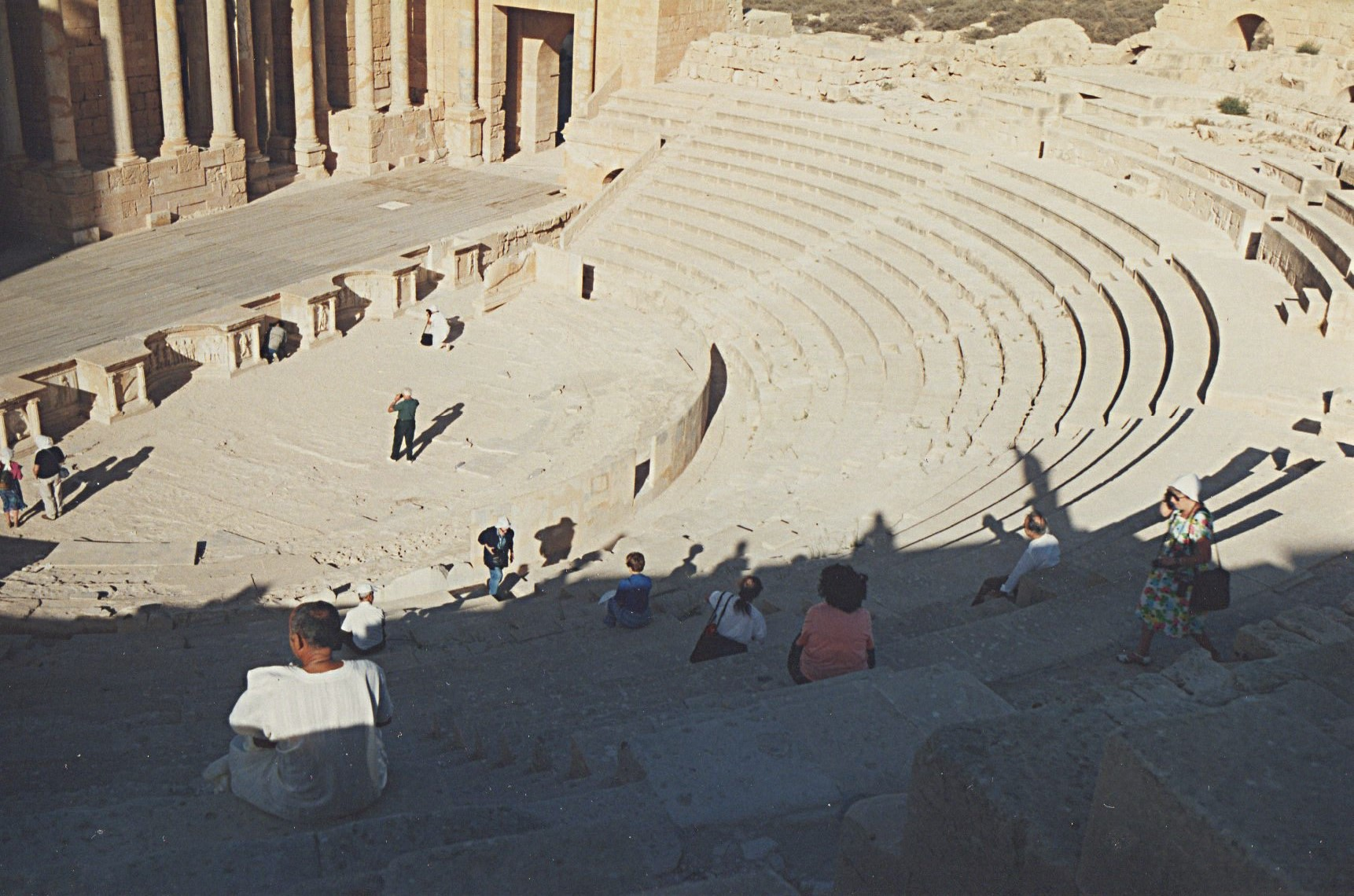
Escena, vista desde las gradas

Es un teatro romano con capacidad para unas 6.000 personas. Destaca su escena (que se mantiene entera, lo cual hace más importante este teatro, ya que sólo 11 teatros romanos, en todo el mundo, conservan esta parte intacta), la cual presenta tres niveles, y cuenta con 108 columnas de estilo corintio distribuidas a lo largo de sus 20 metros de altura. En su base se observan nichos que conservan sus tallas escultóricas, con figuras mitológicas como Hércules, Mercurio o diversas escenas como, por ejemplo, el Juicio de Paris.

Plano.

Como curiosidad, de este teatro romano se conserva el pequeño muro que aislaba las seis filas de los notables de la ciudad del resto del graderío, lo cual deja de manifiesto la existencia de una sociedad fuertemente jerarquizada.
Además de estas filas, los romanos introdujeron en sus teatros tribunas de honor (tribunalia) sobre las entradas laterales al edificio, que son el origen de los palcos que al final tienen como característica esencial el aislar a sus ocupantes respecto a los espectadores situados en el mismo nivel.